# Бустерчи
Бустерчи́ (укр. Бустерчі, крымскотат. Bosterci, Бостерчи) — исчезнувшее село в Белогорском районе Республики Крым (согласно административно-территориальному делению Украины — Автономной Республики Крым). Располагалось на севере района, на юге степной зоны Крыма, в балке Бустурга, впадающую справа в реку Бурульча (название сохранилось в имени урочища Немецкая Бустурча), примерно в 2,5 км юго-восточнее современного села Долиновка.

## История
Первое документальное упоминание села встречается в Камеральном Описании Крыма… 1784 года, судя по которому, в последний период Крымского ханства Бостержи входил в Аргынский кадылык Карасубазарского каймаканства. После присоединения Крыма к России (8) 19 апреля 1783 года, (8) 19 февраля 1784 года, именным указом Екатерины II сенату, на территории бывшего Крымского Ханства была образована Таврическая область и деревня была приписана к Симферопольскому уезду. После Павловских реформ, с 1796 по 1802 год, входила в Акмечетский уезд Новороссийской губернии. По новому административному делению, после создания 8 (20) октября 1802 года Таврической губернии, Бустерчи был включён в состав Табулдынской волости Симферопольского уезда.
По Ведомости о всех селениях в Симферопольском уезде состоящих с показанием в которой волости сколько числом дворов и душ… от 9 октября 1805 года в деревне Бустерчи числилось 13 дворов и 91 житель, исключительно крымский татарин. На карте 1817 года деревня не значится. После реформы волостного деления 1829 года деревню Бустерчи, согласно «Ведомости о казённых волостях Таврической губернии 1829 года», отнесли к Айтуганской волости (преобразованной из Табулдынской). На карте 1836 года в деревне Бестерча 16 дворов, а на карте 1842 года деревня Бустерча (как Вестерча) обозначена условным знаком «малая деревня», то есть, менее 5 дворов
В 1860-х годах, после земской реформы Александра II, деревню приписали к Зуйской волости. В «Списке населённых мест Таврической губернии по сведениям 1864 года», составленном по результатам VIII ревизии 1864 года, Бустерчи — владельческая татарская деревня с 10 дворами, 52 жителями и мечетью при колодцахъ. По обследованиям профессора А. Н. Козловского начала 1860-х годов, в селении имелись колодцы глубиной 3—8 саженей, 4 из них с пресной и 2 с солёной водой. На трёхверстовой карте Шуберта 1865—1876 года в деревне Бестерча (Бустурга) обозначено 9 дворов. Вскоре, видимо, вследствие эмиграции крымских татар, особенно массовой после Крымской войны 1853—1856 годов, в Турцию, деревня опустела и её заселили немцами-католиками. В «Памятной книге Таврической губернии 1889 года» по результатам Х ревизии 1887 года записана Бостерчи с 20 дворами и 127 жителями. До 1889 года в селении действовал известковый завод общества поселян сеса Мазанки.
После земской реформы 1890 года Бустерчу отнесли к Табулдинской волости. Согласно «…Памятной книжке Таврической губернии на 1892 год», в деревне Бустерчи, входившей в Алексеевское сельское общество, было 87 жителей в 13 домохозяйствах, безземельные. Сохранился документ о выдаче ссуды неким Ширинской, Аргинскому, Каптенко и др. под залог имения при деревне Бустурчи от 1896 года. По «…Памятной книжке Таврической губернии на 1902 год» в деревне Бустерчи, приписанной к волости для счёта, числилось 65 жителей в 8 домохозяйствах. По Статистическому справочнику Таврической губернии. Ч.II-я. Статистический очерк, выпуск шестой Симферопольский уезд, 1915 год, в деревне Бустерчи (Аргинских) Табулдинской волости Симферопольского уезда числилось 10 дворов с немецким населением в количестве 80 человек приписных жителей и 8 — «посторонних», из которых 37 мужчин и 51 женщина. Жители владели 38 десятинами земли. В хозяйствах имелось 75 лошадей, 64 вола, 25 коров и 45 голов мелкого скота.
После установления в Крыму Советской власти, по постановлению Крымревкома от 8 января 1921 года была упразднена волостная система и село вошло в состав вновь созданного Карасубазарского района Симферопольского уезда, а в 1922 году уезды получили название округов. 11 октября 1923 года, согласно постановлению ВЦИК, в административное деление Крымской АССР были внесены изменения, в результате которых округа ликвидировались, Карасубазарский район стал самостоятельной административной единицей и село включили в его состав. Согласно Списку населённых пунктов Крымской АССР по Всесоюзной переписи 17 декабря 1926 года, в селе Бустерча (немецкая), Борасханского сельсовета Карасубазарского района, числилось 11 дворов, все крестьянские, население составляло 56 человек, из них 40 немцев и 16 русских. Последний раз селение встречается на карте 1936 года (на карте 1942 года его уже нет).

### Динамика численности населения
| - 1805 год — 91 чел. - 1864 год — 52 чел. - 1889 год — 127 чел. - 1892 год — 87 чел. | - 1900 год — 65 чел. - 1915 год — 80/8 чел. - 1926 год — 56 чел. |